# Model struktury organizacyjnej według Mintzberga
Zasugerowano, aby zintegrować ten artykuł z artykułem Struktura organizacyjna. Nie opisano powodu propozycji integracji.
Model struktury organizacyjnej według Mintzberga – model wyliczający sześć ważnych sposobów podziału organizacji. Przedstawiony został w 1983 przez Henry'ego Mintzberga w książce Structure in Fives.
Organizacje w modelu można podzielić na:
- organizacje przedsiębiorcze,
- organizacje mechaniczne,
- organizacje profesjonalne,
- organizacje wielokierunkowe,
- organizacje innowacyjne,
- organizacje misyjne,

oraz dodatkowo
- organizacje polityczne (organizacje, którym brakuje rzeczywistego mechanizmu koordynacji).